# Hudson Soft
Hudson Soft Company (株式会社ハドソン, Kabushiki-gaisha Hadoson)  foi uma empresa japonesa de publicação de entretenimento eletrônico. Foi fundada em 18 de maio de 1973. Inicialmente a empresa desenvolvia produtos para computadores pessoais, depois expandiu para o desenvolvimento e publicação de jogos de vídeo game, conteúdo móvel e periféricos para consoles de vídeo game. Em 2003, a empresa empregava 500 pessoas, com escritórios em Sapporo, Tóquio e na Califórnia. Em 1 de março de 2012, a Hudson Soft foi adquirida pela Konami Corporation.

## Jogos de video game
Hudson Soft lançou diversos jogos desde 1978, como as séries Bomberman, Bonk e Adventure Island, além dos jogos Bloody Roar.
Além de suas próprias franquias criadas, a empresa é conhecida por desenvolver jogos para outras empresas, como a série Mario Party da Nintendo e o jogo Sonic Shuffle para a japonesa SEGA. A empresa também desenvolveu Funzion Frenzy 2 para a Microsoft, lançado para o Xbox 360 em janeiro de 2007.